# Obie Oberholzer
Petrus Cornelius Jacobus "Obie" Oberholzer (* 26. srpna 1947) je jihoafrický fotograf.

## Životopis
Oberholzer se narodil na malé farmě u Pretorie v Jižní Africe. Na konci 60. let studoval grafický design na Stellenbosch University a na počátku 70. let fotografii na Bavorském státním institutu fotografie v Mnichově v Německu. Do Německa se vrátil v roce 1979 na magisterské studium fotografie.
Mezitím pracoval pro Deutsche Condor Film, jako komerční fotograf a jako lektor na Natal Technikon. Vydal četné (a populární) fotografické knihy dokumentující jeho činy v africkém vnitrozemí.
Oberholzer působil jako profesor fotografie na katedře výtvarného umění Rhodské univerzity. Hodně cestuje a vyrábí svérázné obrázkové cestopisy. Pracuje výhradně na středoformátovém filmu a poskytuje poradenství pro významného filmového producenta. Je členem německé fotoagentury Bilderberg.

## Publikovaná díla
- Ariesfontein to Zuurfontein. A Pictorial Journey (Obrazová cesta, 1988)
- Jižní kruh. Další obrazová cesta (1989)
- To Hell n Gone (1991)
- Beyond Bagamoyo. A Journey from Cape to Cairo (1998)
- The Hotazel Years (2000)
- Raconteur Road. Shots into Africa (2002)
- The Hotazel Years. 30 let fotografování jižní Afriky (2002)
- Round the Bend. Cestování po jižní Africe (2006)
- Dávná cesta. Po stopách Alphonse Hustinxe (2008)
- Limburgs Momento Mori (2010)
- Diesel and Dust (2012)
- Karoo. Long Time Passing (2014)
- Cooking in the photographer's house (Vaření v domě fotografa) – napsala Lynn Oberholzer (2015)